# Stenoplax (Stenoplax) bahamensis
Stenoplax (Stenoplax) bahamensis is een keverslakkensoort uit de familie van de Ischnochitonidae. De wetenschappelijke naam van de soort is voor het eerst geldig gepubliceerd in 1987 door Kaas & Van Belle.